# Русские префиксы латинского происхождения
Русские префиксы и префиксоиды латинского происхождения — приставки и начальные части сложных слов, заимствованные русским языком из латинского.
Для латинского словообразования характерна многозначность префиксов. В списке перечислены основные значения каждого из них. Очень большое количество латинских числительных также продуктивны в русском языке (умножающие приставки). Латинские префиксы также используются в качестве приставок СИ.

## Этимология префиксов
Префиксация — более поздний процесс словообразования, чем словосложение и суффиксация.
По происхождению приставки делятся на несколько основных групп.
- Наречия — став предлогами, образуют и глаголы, и имена.
- Неотделимые частицы — выступают в качестве префиксов только в именах;
- Предлоги — например, приставка транс- и предлог транс и др.)
- Префиксоиды — слова, играющие роль приставки. В основном, используются для усиления признака.

В некоторых латинских словах встречаются два и более префикса.

## Латинские префиксы в русском языке
Некоторые латинские префиксы продуктивны в русском языке. Чаще всего они участвуют в образовании имён (прилагательных и существительных).
Как правило, словообразование с помощью латинских приставок используется для образования терминов, относящихся к медицине, технике, филологии, химии и другим областям.
Латинские приставки в русском языке могут присоединяться как к русским, так и к заимствованным корням. Иногда из латинского заимствованного корня с латинским же префиксом образуется слово, не существующее в языке-источнике.

## Список приставок
- а- (аб-, абс-) от лат. a-, ab-, abs-: действие, направленное от чего-либо, удаление, например, абдукция; отсечение, отделение, отклонение, отказ, отрицание; превышение. Русские приставки-синонимы: «не-», «без-/бес-», например, бессмертие.
- абисс- от лат. abyssus «бездна; пропасть», например, абиссопелагиаль.
- ад- (ак-, аф-, аг-, ал-, ат-, ап-, ар-, ас-, ат-) от лат. ad- (часто «d» уподобляется первой букве корня, поэтому приставка превращается в ac-, af-, ag-, al-, an-, ap-, ar-, as-, at-): направленность к чему-либо, приближение, например, аддукция; добавление, присоединение, начинательность, дополнительность, близость, соотнесённость с чем-либо.
- аква- от лат. aqua «вода»; первая часть сложных слов, означающих связь с водой, например, акварель, акведук, акваланг. Русские приставки-синонимы: «водо-».
- альтер- от лат. alter-: другой, один из двух, противоположный, переменившийся, например, альтернат, альтернатива.
- альти- от лат. alti-: находящийся высоко, на высоте, например, альтиметрия.
- амб(и)- от лат. amb-, ambi-, ambo-: двойственность, двойная функция, наличие двух разных свойств; кругом, вокруг, около, с обеих сторон, например, амбивалентность, амбидекстрия. Русские приставки-синонимы: «дву-», «двух-», например, двухвостка.
- аним(а)- от лат. anima душа, например, анимация, реанимация.
- агри- от лат. agri поле, например, агрикультура.
- аудио- от лат. audite слушать, например, аудиометрия.
- би- от лат. bi-: двойственность, двойная функция, наличие двух разных свойств. Русские приставки-синонимы: «дву-», «двух-», например, двустворчатые.
- вибро- от лат. vibro — колебать, колебаться. Составная часть сложных слов, свидетельствующая об отношении к колебательным движениям или к вибрации, например, вибропреобразователь.
- видео- от лат. videre видеть, например, видеокарта, видеоконференция.
- вице- от лат. vice — «вместо», «взамен». Составная часть сложных слов, означающая «помощник», «заместитель», например, вице-президент.
- вита- от лат. vita жизнь. Приставка, обозначающая: относящийся к жизни, например, витамины. Русские приставки-синонимы: «жизне-», например, жизнедеятельность, жизнеописание.
- де- от лат. de-: отделение, устранение, удаление, лишение, уничтожение, например, деструкция; недостаток, отсутствие; движение сверху вниз, снижение; завершение действия. Русские приставки-синонимы: «раз/рас», «недо-», например, недосказанность.
- ди-, дис-, диф- от лат. dis-: разделение, разъединение, расчленение, например, диалог, дилогия; отсутствие, недостаток; распространение; или от греческого dys-: неправильно" или "нечестно", используется для обозначения нарушения или аномалии в медицине: дизентерия, дисменорея, диспепсия. Конечная буква «c» выпадает перед некоторыми начальными согласными корня (получается приставка di-) или переходит в «f» (получается dif-), если корень начинается с «f». Русские приставки-синонимы: «раз-/рас-», «недо-», например, расстройство.
- иде- от лат. idem равный, одинаковый; общий, например, идея, идеология. Русские приставки-синонимы: «равно-», «обще-», например, равновесие.
- ин- от лат. in-: отрицание или противоположность; действие, направленное внутрь чего-либо или нахождение в чём-либо, внутри чего-либо, например, инстинкт, институт. Согласная «n» в приставке переходит в «l», «m», «r», если с них начинается корень (получаются приставки il-, im-, ir-), перед «b» и «p» превращается в «m» (получается im-). Русские приставки-синонимы: «не-», «без-/бес-», «в-», «на-», «воз-/вос-», «при-», например, восстановление.
- интер- от лат. inter-: осуществление или расположение между кем-либо, чем-либо, промежуточность; взаимность, взаимосвязь. Русские приставки-синонимы: «меж-», «между-», «междо-», например, междометие.
- интро-, интра- от лат. intra-, intro-: находящийся внутри, между, направленный внутрь, например, интроспекция. Русские приставки-синонимы: «внутри-», например, внутриклеточно, внутрикожно, внутримышечно, внутрикостно.
- инфра- от лат. infra-: расположение под чем-либо, ниже чего-либо, например, инфраструктура. Русские приставки-синонимы: «под-», например, подлог.
- квадр(и/о/а)- от лат. quadri-: наличие четырёх повторов признака или свойства, четырёхкратность, например, квадрат, квадрокоптер, квадриллион. Русские приставки-синонимы: «четырёх-», например, четырёхугольник.
- квин(т)- от лат. quin-, quinque-: наличие пяти повторов признака или свойства, пятикратность, например, квинтэссенция. Русские приставки-синонимы: «пяти-», например, Пятигорск, пятидесятники.
- кон-, ком-, кор-, кол- от лат. con-: совместность действия, объединение, сообща, вместе, например, контекст, конкурс, конфликт, конформация. Если корень начинается с согласных b, m, p, используется com-; перед начальным l корня — col-, а перед r — cor-. Корню, который начинается с гласной, предшествует приставка в форме co-. Русские приставки-синонимы: «с-», «со-», например, соединение.
- контр-, контра- от лат. contr(a)-: противодействие, противопоставление, противоположность, например, контрафакт, контрацепция. Русские приставки-синонимы: «противо-», например, противопоставление.
- меди(а/о)- от лат. mediocris средний, например, медицина, медитация. Русские приставки-синонимы: «средне-», например, средневековье.
- мульти- от лат. multi-: существенное, значительное наличие признака или свойств; множественность, например, мультивселенная, мультипликация. Соответствует греческому префиксу «поли-», например, полигон. Русские приставки-синонимы: «много-», например, многогранник, многоязычие.
- нон- от лат. non-: префикс отрицания, например, нонконформизм. Русские приставки-синонимы: «не-», «без-/бес-», например, бессмертие.
- об-, ор-, ос- от лат. ob-: нахождение впереди, перед чем-либо, например, объединение; противодействие, противопоставление. Приставка ob- ассимилирует «b» перед некоторыми начальными согласными корня (например, перед «c» и «p» получаются oc- и op-).
- омни- от лат. omni-: первая часть сложных слов в значениях. охватывающий всех, распространяющийся на всех, на всё, например, омниканальность. Русские приставки-синонимы: «все-», например, всемогущество, всеядность.
- пер- от лат. per-: усиление, завершение, законченность действия; действие, направленное сквозь, через что-либо, выполняемое посредством чего-либо, например, период, Перфторан.
- плант- от лат. plant растение, например, плантация. Русские приставки-синонимы: «растение-», например, растениеводство.
- плюро-, плюри- от лат. pluri-: многократность, наличие многочисленных повторов признаков или свойств, например, плюрипотентность. Русские приставки-синонимы: «много-», например, многообразие.
- пост- от лат. post-: после, вслед за, например, постмодернизм, посткиберпанк, постнаука. Русские приставки-синонимы: «после-», например, послезавтра.
- пре- от лат. prae-: впереди, перед, например, преследование. Русские приставки-синонимы: «пред-», например, преднамеренно.
- прим(а)- от лат. primus-: первый. Русские приставки-синонимы: «перво-», «пра-», «про-», например, первостепенно, праобраз.
- про- от лат. pro-: движение вперёд, действие в интересах или вместо кого-либо или чего-либо, например, продвижение. Русские приставки-синонимы: «за-».
- радио- от лат. radio испускать лучи, излучать. Часть сложных слов, указывающая на отношение к излучению энергии (например, радиация, радиатор), к приёму/передаче информации на расстояние посредством радиоволн (например, радиовещание, радиоприёмник, радиотелескоп).
- ре- от лат. re-: обратное, противоположное действие, противодействие; возобновление или повторность действия, например, регенерация. Русские приставки-синонимы: «пере-», «воз-/вос-», например, передвижение, восстановление.
- сол- от лат. sol солнце. Часть сложных слов, означающая, относящийся к Солнцу, солнечной энергии, солнечным лучам. Русские приставки-синонимы: «солнце-», например, солнцестояние.
- солид- от лат. solidum твердый, жесткий, например, консолидация.
- суб-, суп-, су-, суф-, суг-, сум-, сур-, сус- от лат. sub-: нахождение под чем-либо или внутри, ниже, внизу, снизу или при чём-либо, близ, около чего-либо, скрытность; подчинение, зависимость, неполноту, вторичность, например, субпродукт, субъект, субплеврально. Часто «b» превращается в su- перед начальной «s» корня с последующей согласной, в sue-, suf-, sug-, sum-, sup-, sur- соответственно перед «с», «f», «g», «m», p, r; перед согласными «p», «t» и (иногда) «с» принимает форму sus-. Русские приставки-синонимы: «под-», «внутри-», «недо-», например, недоедание.
- супер- от лат. super-: высшее качество, усиленное действие; главный; расположенный сверху, над чем-либо; превышение, излишек, например, супермаркет, супергерой, суперкомпьютер. Русские приставки-синонимы: «сверх-», например, сверхчеловек, сверхпроводимость.
- супра- от лат. supra-: сверху, на поверхности, например, супраорбитально. Русские приставки-синонимы: «над-», «сверх-», например, надпочечники.
- темп(о)- от лат. tempus время. Имеющий связь со временем. Русские приставки-синонимы: «время-», например, времяпровождение.
- терр(а/и)- от лат. terra земля, например, террариум. Первая часть сложных слов, означающих связь с землей. Русские приставки-синонимы: «земле-», например, землетрясение.
- транс-, тра-  от лат. trans-, tra-: перемещение, прохождение через, сквозь что-либо, пересечение большого пространства; расположение за пределами чего-либо, по ту сторону чего-либо, например, трансформатор, трансгуманизм. Русские приставки-синонимы: «через-/черес-», «чрез-/чрес-», «за-», «меж-», например, чрескожно.
- три- от лат. tri-: тройственность, троякость, наличие трех свойств или признаков, например, триплекс, тринитрофенол. Русские приставки-синонимы: «трёх-», например, трёхгранник.
- ультра- от лат. ultra-: крайняя степень проявления какого-либо признака; крайний, находящийся за пределами, по другую сторону чего-либо; превосходящий какую-либо меру, например, ультразвук, ультрабук. Русские приставки-синонимы: «сверх-».
- уни- от лат. uni-: уникальность, единичность, однонаправленность, например, университет, униформа. Русские приставки-синонимы: «едино-», например, единорог.
- фриг- от лат. frigus: мороз; связанное с холодом и низкими температурами, например, фригидность. Русские приставки-синонимы: «морозо-», например, морозостойкость.
- циркум- от лат. circum-: вокруг, кругом, например циркумфлекс, циркумфлексия, циркумдукция. Русские приставки-синонимы: «около-».
- цис- от лат. cis-: (расположенный) с этой стороны, например, Цисплатин.
- эго- от лат. ego-: Я. Аналогично греческому ἐγώ.
- э-, эф- от лат. e-: бывший; нахождение вне чего-либо; выход, удаление, извлечение из чего-либо, движение изнутри наружу, вверх; изменение качества, завершение, усиление, например, эмансипация. Перед корнем на «f» приставка ex- превращается в ef-.
- экстра-, экстро- от лат. extra-, extro-: находящийся вовне, снаружи, направленный наружу, например, экстраординарный, экстрасенс. Русские префиксы-синонимы: «вне-», например, внеземной, внештатник.